# Sisyrosea brusha
Sisyrosea brusha är en fjärilsart som beskrevs av Dyar 1927. Sisyrosea brusha ingår i släktet Sisyrosea och familjen snigelspinnare. Inga underarter finns listade i Catalogue of Life.